# أمسيلفلوي
أمسيلفلوي (بالإنجليزية: Amselflue) هو أحد جبال سلسلة جبال الألب بليسور وجزء من القمة الأم أرسوير روثورن يقع في كانتون غراوبوندن، سويسرا. يبلغ ارتفاع الجبل حوالي 2781 متر، بينما يبلغ ارتفاع نتوء الجبل 290 متر.